# Sergio Chitero
Sergio Alejandro Chitero (Paraná, Provincia de Entre Ríos, Argentina, 10 de julio de 1983) es un exfutbolista y actual entrenador argentino. Jugaba de delantero y actualmente dirige al primer equipo de fútbol masculino del Club Atlético Arsenal de Viale.

## Clubes
| Club                          | País      | Año       |
| ----------------------------- | --------- | --------- |
| Atlético Paraná               | Argentina | 2009-2012 |
| Patronato                     | Argentina | 2012-2014 |
| Atlético Paraná               | Argentina | 2014      |
| Patronato                     | Argentina | 2015      |
| Atlético Paraná               | Argentina | 2016-2017 |
| Defensores de Pronunciamiento | Argentina | 2017-2018 |
| Atlético Paraná               | Argentina | 2018-2019 |

## Palmarés
| Título                          | Club            | País      | Año  |
| ------------------------------- | --------------- | --------- | ---- |
| Ascenso al Torneo Argentino B   | Atlético Paraná | Argentina | 2010 |
| Ascenso a la Primera B Nacional | Atlético Paraná | Argentina | 2014 |
| Ascenso a Primera División      | Patronato       | Argentina | 2015 |